# Ocneridia
Ocneridia is een geslacht van rechtvleugeligen uit de familie Pamphagidae. De wetenschappelijke naam van dit geslacht is voor het eerst geldig gepubliceerd in 1912 door Bolívar.

## Soorten
Het geslacht Ocneridia omvat de volgende soorten:
- Ocneridia microptera Brisout de Barneville, 1850
- Ocneridia nigropunctata Lucas, 1849
- Ocneridia volxemii Bolívar, 1878